# Sorgono
Sorgono é uma comuna italiana da região da Sardenha, província de Nuoro, com cerca de 1.946 habitantes. Estende-se por uma área de 56 km², tendo uma densidade populacional de 35 hab/km². Faz fronteira com Atzara, Austis, Belvi, Neoneli (OR), Ortueri, Samugheo (OR), Tiana, Tonara.

## Demografia
| Variação demográfica do município entre 1861 e 2011                               |
|                                                                                   |
| Fonte: Istituto Nazionale di Statistica (ISTAT) - Elaboração gráfica da Wikipedia |